# Freyja

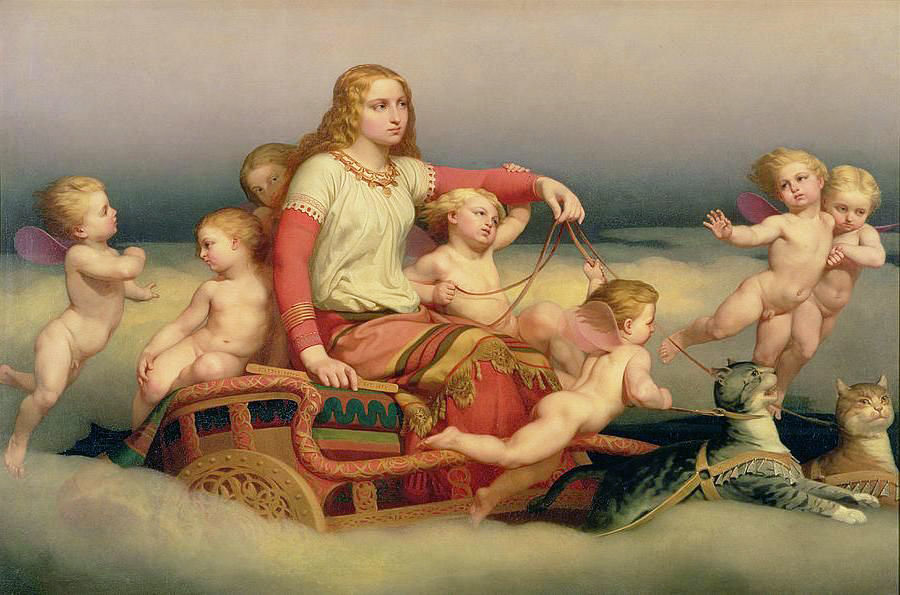
Freyja conduciendo su carro con gatos y flanqueada por querubines renacentistas. Pintura de Nils Blommér.

Freya o Freyja (en nórdico antiguo: ˈfrœyjɑ' ["la Señora"]) es una diosa de la mitología nórdica y germánica, de la cual se preservaron numerosos relatos que la involucran o la describen. Debido a que las fuentes mejor documentadas de esta tradición religiosa fueron transmitidas y, en muchos casos, escritas más de siglo y medio más tarde,su verdadero rol, las prácticas paganas y su culto son inciertos.
En las Eddas, Freyja es descrita como la diosa del amor, la belleza y la fertilidad. La gente la invocaba para obtener felicidad en el amor, asistir en los partos y para tener buenas estaciones.
Freyja también era asociada con la guerra, la muerte, la magia, la profecía y la riqueza. Las Eddas mencionan que recibía a la mitad de los muertos en combate en su palacio llamado Fólkvangr, mientras que Odín recibía la otra mitad en el Valhalla. El origen del seidr y su enseñanza a los Æsir se le atribuía a ella.
Frigg y Freyja son las dos diosas principales de la religión nórdica y son descritas como las superiores entre las Ásynjur. Freyja es la diosa más venerada junto con Frigg, y su culto parece ser el más prevalente e importante de los dos. En la saga Droplaugarsona se describe que en el templo de Ölvusvatn, Islandia, las estatuas de Frigg y Freyja se ubicaban en las posiciones más importantes, frente a las de Thor y Freyr. Estas estatuas estaban arregladas con elaborados paños y ornamentadas con oro y plata.
En Heimskringla se presenta a Freyja desde un punto de vista evemerista como una mitológica princesa de Suecia. Su padre Njörðr, rey de los Vanir y también se menciona a su hermano gemelo Freyr. La madre de Freyr y Freyja es la hermana gemela de Njörðr, quien generalmente es relacionada con la antigua diosa germánica Nerthus, como era costumbre entre los Vanir y permitido por sus leyes.
Más adelante en Heimskringla, se relata que muchos templos y estatuas de los dioses paganos nativos fueron asaltados y destruidos por Olaf I de Noruega y Olaf II el Santo durante el gradual y violento proceso de cristianización de Escandinavia. Durante y luego de extendido y completado el proceso de cristianización, Freyja y muchos elementos asociados con ella fueron demonizadas por la creciente influencia de misioneros cristianos. Luego de que la influencia cristiana fuera consolidada en ley, restos de su fe se conservaron en la clandestinidad, principalmente en zonas rurales, sobreviviendo hasta tiempos modernos en el folclore germánico y más recientemente reconstruida en varias formas del neopaganismo germánico.

## Etimología
Los nombres Freyr y Freyja derivan de palabras germánicas cuyos significados son "el señor" y "la señora" respectivamente (cognados germánicos incluyen: el gótico Fráuja "señor, amo", Fráujo "señora, ama", nórdico antiguo Frú "ama, señora, mujer", danés Frue, sueco Fru, alemán Frau "señorita, mujer, esposa", antiguo alto alemán Frouwa, anglosajón Freo, Frea). Al igual que la palabra francesa dame (del latín domina), cuya forma masculina (dominus) ha perecido, el significado para "señor" no se utiliza más, pero el título de "Frau" aún existe en las lenguas germánicas.
El nombre de Freyja, sin embargo, está potencialmente relacionado al nombre de Frigg (que deriva de fri "amar"), porque "mujer" y "amor" están en última instancia relacionados, así como se piensa que Freyja y Frigg a menudo son avatares una de la otra (cf. Frige, Friia, Frija, Frea).

## Edda prosaica

### Gylfaginning
Freyja es presentada en Gylfaginning, el primer libro de la Edda prosaica. Se narra que luego de la guerra que se desatara entre los Æsir y los Vanir por los malos tratos dados a Gullveig por parte de los Æsir; el tratado de paz incluía el intercambio de rehenes entre ambos grupos de dioses. El dios Njörðr fue enviado por los Vanir desde el Vanaheim al Asgard donde engendró dos hijos muy bellos.
| Njörðr í Nóatúnum gat síðan tvau börn, hét sonr Freyr en dóttir Freyja. Þau váru fögr álitum ok máttug. [...] Freyja er ágætust af ásynjum, hon á þann bœ á himni er Fólkvangar heita, ok hvar sem hon ríðr til vígs, þá á hon hálfan val, en hálfan Óðinn [...] Salr hennar, Sessrýmnir, hann er mikill ok fagr. En er hon ferr, þá ekr hon köttum tveim ok sitr í reið. Hon er nákvæmust mönnum til á at heita, ok af hennar nafni er þat tignarnafn er ríkiskonur eru kallaðar fróvur. Henni líkaði vel mansöngr. Á hana er gott at heita til ásta. | Njördr en Nóatún más tarde engendró sus hijos: el hijo fue llamado Freyr, y la hija fue llamada Freyja; ambos bellos y poderosos. [...] Freyja es la diosa de más renombre; tiene en el cielo una morada llamada Fólkvangr, y siempre que cabalga a las contiendas, tiene una mitad de los muertos, y Odín la otra mitad [...] Su salón Sessrúmnir es grande y hermoso. Cuando se desplaza, conduce sus gatos y se sienta en su carro; ella responde las plegarias de los hombres, y de ella viene el nombre del honor, Frú, por el cual muchas mujeres nobles son llamadas. Las canciones de amor le complacen y es bueno invocarla para fortuna en el amor. |
| Gylfaginning, capítulo 24 | |

| Freyja er tignust með Frigg. Hon giftist þeim manni, er Óðr heitir. Dóttir þeira er Hnoss. Hon er svá fögr, at af hennar nafni eru hnossir kallaðar, þat er fagrt er ok gersimligt. Óðr fór í braut langar leiðir, en Freyja grætr eftir, en tár hennar er gull rautt. Freyja á mörg nöfn, en sú er sök til þess, at hon gaf sér ýmis heiti, er hon fór með ókunnum þjóðum at leita Óðs. Hon heitir Mardöll ok Hörn, Gefn, Sýr. Freyja átti Brísingamen. Hon er ok kölluð Vanadís. | Freyja es la de cuna más noble (junto con Frigg): está casada con el hombre llamado Óðr. Sus hijas son Hnoss y Gersemi: son tan hermosas, que todas las cosas bellas y preciosas son llamadas hnossir y gersemir. Óðr viaja por largas jornadas, y Freyja llora por él, y sus lágrimas son oro rojo. Freyja tiene muchos nombres, y esto se debe a que adquiría diferentes nombres cuando viajaba entre gente desconocida buscando a Óðr: es llamada Mardöll, Hörn, Gefn y Sýr. Freyja tenía el collar Brisingamen. También es llamada, la "Dama de los Vanir". |
| Gylfaginning, capítulo 35 | |

Las tres diosas menores mencionadas luego de Freyja en Gylfaginning son con frecuencia consideradas como sus asistentes: Sjöfn (una diosa de amor), Lofn (una diosa de las bodas), y Vár (una diosa de las promesas entre hombres y mujeres).

### Skáldskaparmál

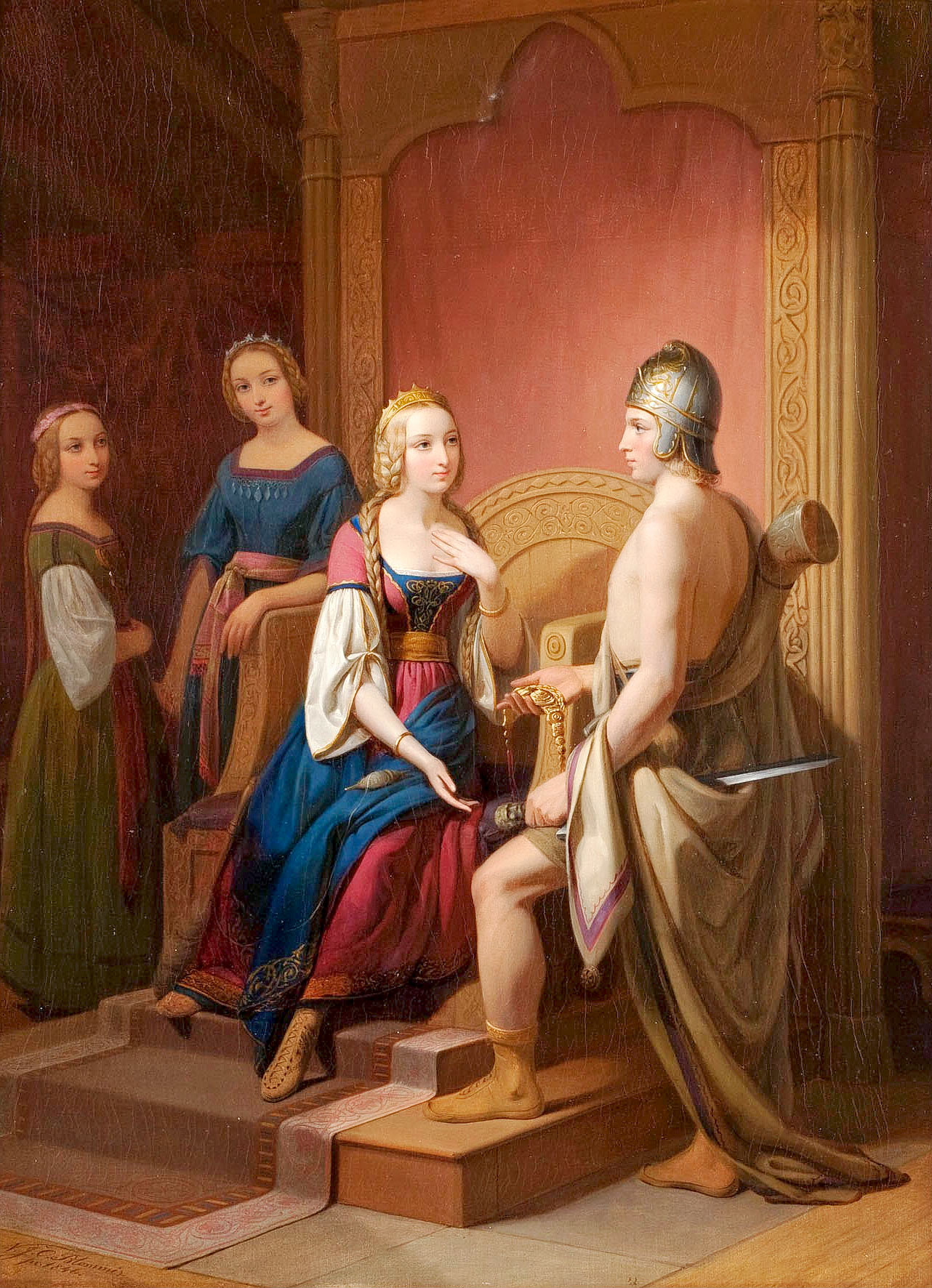
Heimdall le devuelve el collar Brisingamen a Freyja por el pintor sueco Nils Blommér.

En Skáldskaparmál, se encuentran muchos kenningar informativos sobre Freyja.
| Hvernig skal Freyju kenna? Svá, at kalla hana dóttur Njarðar, systur Freys, konu Óðs, móður Hnossar, eigandi valfalls ok Sessrúmnis ok fressa, Brisíngamens, Vanagoð, Vanadís, it grátfagra goð, ástaguð. - Svá má kenna allar ásynjur at nefna annarrar nafni ok kenna við eign eða verk sín eða ættir. | ¿Cómo podría uno perifrasear a Freyja? Llamándola Hija de Njörðr, Hermana de Frey, Esposa de Óðr, Madre de Hnoss, Poseedora de los caídos en combate, de Sessrúmnir, de los gatos, y del Brisingamen; Diosa de los Vanir, Dama de los Vanir, Diosa hermosa en lágrimas, Diosa del amor. |
| Skáldskaparmál, capítulo 28 | |

Más adelante en Skáldskaparmál, varios kenningars para Freyja se centran en las lágrimas que derrama, las cuales están hechas de oro rojo:
"¿Cómo el oro podría ser perifraseado? Llamándolo, Fuego de Ægir, y Agujas de Glasir, Cabello de Sif, Cofia de Fulla, Lágrimas de Freyja [...] Lluvia o chubasco de Draupnfir, o de los ojos de Freyja [...]"
Una parte del poema Húsdrápa en Skáldskaparmál relata la historia del robo del collar Brisingamen por parte de Loki. Cuando Freyja se percató de la ausencia de su collar, solicitó la ayuda de Heimdall para buscarlo. Al final encontraron al ladrón que resultó ser Loki quien se había transformado en una foca. Heimdall también se transformó en una y lo combatió. Luego de una larga batalla, Heimdall venció y regresó el Brisingamen a Freyja. La rivalidad de Loki y Heimdall por Brisingamen es un evento importante, ya que marca un odio mutuo que a futuro los destinará a combatirse y matarse el uno al otro en el final del Ragnarök.
Este mito que tiene lugar en el mar, está quizás relacionado con el origen de uno de los nombres de Freyja, "Mardöll" (Brillo del mar), siendo el brillo aquí el del collar robado Brisingamen (brísinga significa "brillante, centelleante, flameante"). En el nombre de Heimdall, la palabra dallr (luz) es el masculino de döll, y heim significa "tierra de" (cf. Vanaheim, Alfheim). Esta es quizás una de las historias que se perdieron sobre los viajes de Freyja en busca de su esposo. Freyja y su esposo Óðr representaban la situación habitual de algunas familias de nobles en la antigua Escandinavia donde debido a los duros ambientes y las campañas de guerra, los hombres partían en largas jornadas de guerra y las mujeres quedaban a cargo de la casa con un poder considerable.

## Edda poética

### Grímnismál
En Grímnismál, en la Edda poética se describen las principales moradas de los dioses nórdicos. Entre ellas se menciona la residencia de la diosa Freyja, su palacio llamado Fólkvangr, en donde recibía a la mitad de los guerreros caídos en combate.
| Fólkvangr er inn níundi, en þar Freyja ræðr sessa kostum í sal; halfan val hon kýss hverjan dag, en halfan Óðinn á. | Fólkvangr es el noveno, allí Freyja dirige los asientos en el salón. Elige la mitad de los caídos cada día, y Odín la otra mitad. |
| Grímnismál, estrofa 14                                                                                              | |

Según lo que relata Snorri Sturluson en la Edda prosaica "siempre que cabalga a la contienda, ella tiene la mitad de los muertos". El nombre de Fólkvangr puede ser traducido como "campo de la gente" o "campo del ejército". Su salón, Sessrúmnir, es traducido como "amplio en asientos". Estos nombres indican cierto paralelismo con el Valhalla, el cual alberga los Einherjar, el ejército de los muertos escogidos por las valquirias para Odín que se preparan para el Ragnarök.

### Völuspá
Völuspá es el primero y uno de los principales poemas de la Edda poética. En el poema, una völva brinda mucha información sobre los eventos futuros y pasados al dios Odín. Freyja es mencionada brevemente en el poema, siendo mencionada cuando los dioses se reúnen para romper el acuerdo con el constructor de las murallas del Asgard y dueño del caballo semental Svadilfari, para proteger a la diosa. La diosa es citada en esta composición como la "novia de Óðr".

### Þrymskviða
El poema Þrymskviða relata que un día Thor descubre que su martillo se ha perdido. Se dirige junto con Loki a la residencia de Freyja, Fólkvangr, a pedirle su capa de plumas de halcón. Luego Loki usa esta capa para transformarse en un pájaro y buscar el martillo de Thor y descubre que el gigante Thrym lo ha ocultado y pide que se le entregue a Freyja a cambio de devolverlo. La diosa, llena de ira, hace temblar las moradas de todos los dioses y, debido al temblor, el collar Brisingamen saltó desprendido de su cuello. Todos los dioses y diosas se reunieron en consejo y, siguiendo las sugerencias de Heimdall, lograron convencer a Thor de que se vistiera como Freyja y llevara sus joyas. Loki, vestido como una criada, acompañó a Thor con su disfraz de Freyja, por lo que el gigante Thrym les dio la bienvenida. En el banquete de recepción el gigante se sorprende por el gran apetito de la novia y Loki siempre responde de forma inteligente argumentando su extraña conducta. Al final el gigante coloca el martillo Mjolnir en la falda de la supuesta novia y en ese momento Thor se quita el disfraz de Freyja, toma el martillo y mata al gigante y a todos sus invitados.

### Lokasenna
Lokasenna es una obra que se encuentra solamente en una edición de la Edda poética, lo que se menciona en él no aparece en ninguna otra fuente y se discute la influencia cristiana del poeta y su respeto por las deidades paganas. El texto es aparentemente una continuación a Hymiskviða donde el dios Ægir obtiene un caldero gigante donde prepara hidromiel para invitar a los Æsir y los Alfar. Sin embargo Loki, quien no había sido invitado a la reunión, asiste y mata a uno de los sirvientes de Ægir e insulta a todos los dioses hasta que Thor le amenaza con su martillo. En el intercambio de palabras de Loki con Freyja, esta última comienza defendiendo a Frigg de la cual Loki se burla de haber matado a su hijo. En ese momento Loki la acusa de hechicera y de yacer junto a su hermano.

### Hyndluljóð
Hyndluljóð es un poema encontrado en muy mal estado en las últimas ediciones de la Edda poética ca. 1400. En él, Freyja viaja en un jabalí llamado Hildisvíni para solicitar la ayuda de la giganta Hyndla para encontrar la herencia de Óttar, su protegido. Óttar aquí tal vez sea otro nombre para el esposo de Freyja, Óðr.

### Oddrúnargrátr
En el poema Oddrúnargrátr que pertenece a los cantos heroicos de la Edda poética, la princesa Borgny clama a las diosas Frigg y Freyja para que bendigan y favorezcan a su hijo Oddrún y le eviten sufrimientos.

## Sagas islandesas
Muchas de las sagas islandesas contienen numerosas menciones a Freyja.

### Heimskringla
La saga de los Ynglings relata:
| "Dóttir Njarðar var Freyja, hon var blótgyðja, ok hon kendi fyrst með Ásum seið, sem Vönum var títt. Þá er Njörðr var með Vönum, þá hafði hann átta systr sína því at þat váru þar lög; váru þeirra börn Freyr ok Freyja. En þat var bannat með Ásum at byggja svá náit at frændsemi." | "La hija de Njörðr, Freyja era la sacerdotisa de los sacrificios, y enseñó por vez primera el arte de la magia a los Æsir, como era de uso y costumbre entre los Vanir. Mientras Njörðr estuvo con los Vanir tomó a su propia hermana como esposa, como era permitido por sus leyes; y sus hijos fueron Freyr y Freyja. Pero entre los Æsir estaba prohibido casarse con familiares tan cercanos." |
| Saga de los Ynglings, capítulo 4. | |

Luego de las muertes de Odín, Njörðr, y Frey:
| "Freyja hélt þá upp blótum, því at hon ein lifði þá eptir goðanna, ok varð hon þá hin frægsta, svá at með hennar nafni skyldi kalla allar konur tignar, svá sem nú heita frúvor. Svá heitir ok hver freyja yfir sinni eign, en sú húsfreyja, er bú á. Freyja var heldr marglynd; Óðr hét bóndi hennar, dætr hennar hétu Hnoss ok Gersemi; þær váru fagrar mjög: af þeirra nafni eru svá kallaðir hinir dýrstu gripir." | "Solo Freyja sobrevivió de los dioses, y fue tan venerada que todas las mujeres distinguidas fueron llamadas por su nombre, de donde ahora tienen el título de Frú (Frau en alemán); de modo que toda mujer es llamada frú (frau en alemán), o señora sobre su propiedad, y la esposa es llamada Frú-casa (Ehefrau en alemán). Freyja continuó los sacrificios de sangre. También tenía muchos otros nombres. Su esposo era llamado Óðr, y sus hijas Hnoss y Gersemi. Eran tan hermosos, que luego todas las joyas más preciosas llevaron sus nombres." |
| Saga de los Ynglings, capítulo 13 | |

En la saga de Haakon I de Noruega, Freyja es mencionada en dos oportunidades. Primero, en relación con sacrificios ofrecidos a la diosa:
 Y primero la copa de Odín fue vaciada por la victoria y poder a su rey. Después de eso, las copas de Njörðr y Freyja por paz y una buena estación.
Más adelante en la saga se mencionan las muchas lágrimas de oro que Freyja ha derramado por su esposo.

### Otras sagas
En la saga de Egil, cuando Þorgerðr amenaza con suicidarse, dice: "no he tenido una cena, ni tendré una hasta que cene con Freyja. No puedo hacer nada mejor que mi padre: no sobreviviré a mi padre y mi hermano."
En Hálfs saga ok Hálfsrekka, la reina Signy, esposa del rey Alfrek, ruega por la ayuda de Freyja en un concurso de elaboración de cerveza. Su oponente, Geirhild, sin embargo, había pedido la ayuda a Odín, quien le dio su saliva como levadura y de ese modo Signy perdió.
Según la saga de Njál: "Hubo cambios en los regentes de Noruega, el earl Hacon había muerto y en su lugar se encontraba Olaf Tryggvason. Junto con ello hubo un cambio en la fe en Noruega; se deshicieron de la vieja fe, y el rey Olaf había cristianizado las tierras occidentales, Shetland, y las Orcadas, y las Islas Faroe. Luego muchos hombres hablaron de modo que Njal lo escuchó, que era extraño y perverso abandonar las antiguas creencias..." Luego, Hjalti Skeggiason, un islandés recientemente convertido al cristianismo deseoso de expresar su desprecio hacia los dioses nativos, recitó unos versos agraviándolos.
Hjalti fue encontrado culpable de blasfemia por sus infames versos y debió huir hacia Noruega junto a su suegro, Gizur el Blanco. Más tarde con el apoyo de Olaf Tryggvason, Gizur y Hjalti regresaron a Islandia e invitaron a aquellos reunidos en el Althing a convertirse al cristianismo.
La saga del rey Olaf Tryggvason, compuesta alrededor del año 1300, describe que siguiendo las órdenes del rey Olaf Tryggvason, para probar su piedad, la gente recién convertida al cristianismo debía insultar y ridiculizar a los principales dioses paganos. Hallfreðr vandræðaskáld, quien se mantuvo reacio a convertirse del paganismo al cristianismo por Olaf, fue obligado a redactar un poema para probar su renuncia a las antiguas deidades, y Freyja es mencionada entre las principales diosas paganas.

### Flateyjarbók
Sörla þáttr es una corta historia islandesa preservada en Flateyjarbók y escrita en el siglo XV por dos sacerdotes cristianos, que tenía por finalidad agraviar las deidades paganas y alabar el cristianismo y al rey cristiano Olaf Trygvason. La historia toma algunos fragmentos de varias obras que luego son mezclados y relatados desde un punto de vista evemerista.
La diosa Freyja es descrita como una bella mujer de Asia y es concubina del rey Odín. A cambio de un hermoso collar yace con unos enanos, lo que provoca la ira del rey que envía a Loki a robarle su collar. Luego promete devolvérselo si provoca una batalla eterna, la cual llegaría a su fin con la llegada del rey cristiano Olaf Trygvason.

## Encantamientos de Merseburgo
Los Encantamientos de Merseburg son textos escritos entre los siglos IX o X en antiguo alto alemán, en donde se mencionan antiguos mitos paganos. En uno de los conjuros mencionados incluyen una referencia a Freyja (aquí llamada Frîia o Frûa (Frôwa)) señalando que tiene una hermana menor llamada Uolla  con la que realiza un conjuro para curar una herida del caballo de Wodan (Odín). Uolla es relacionada con Fulla, quien es descrita en la Edda prosaica como una diosa menor y sirvienta de Frigg, y que en Gylfaginning es mencionada directamente por debajo de Freyja.

## Tradiciones orales

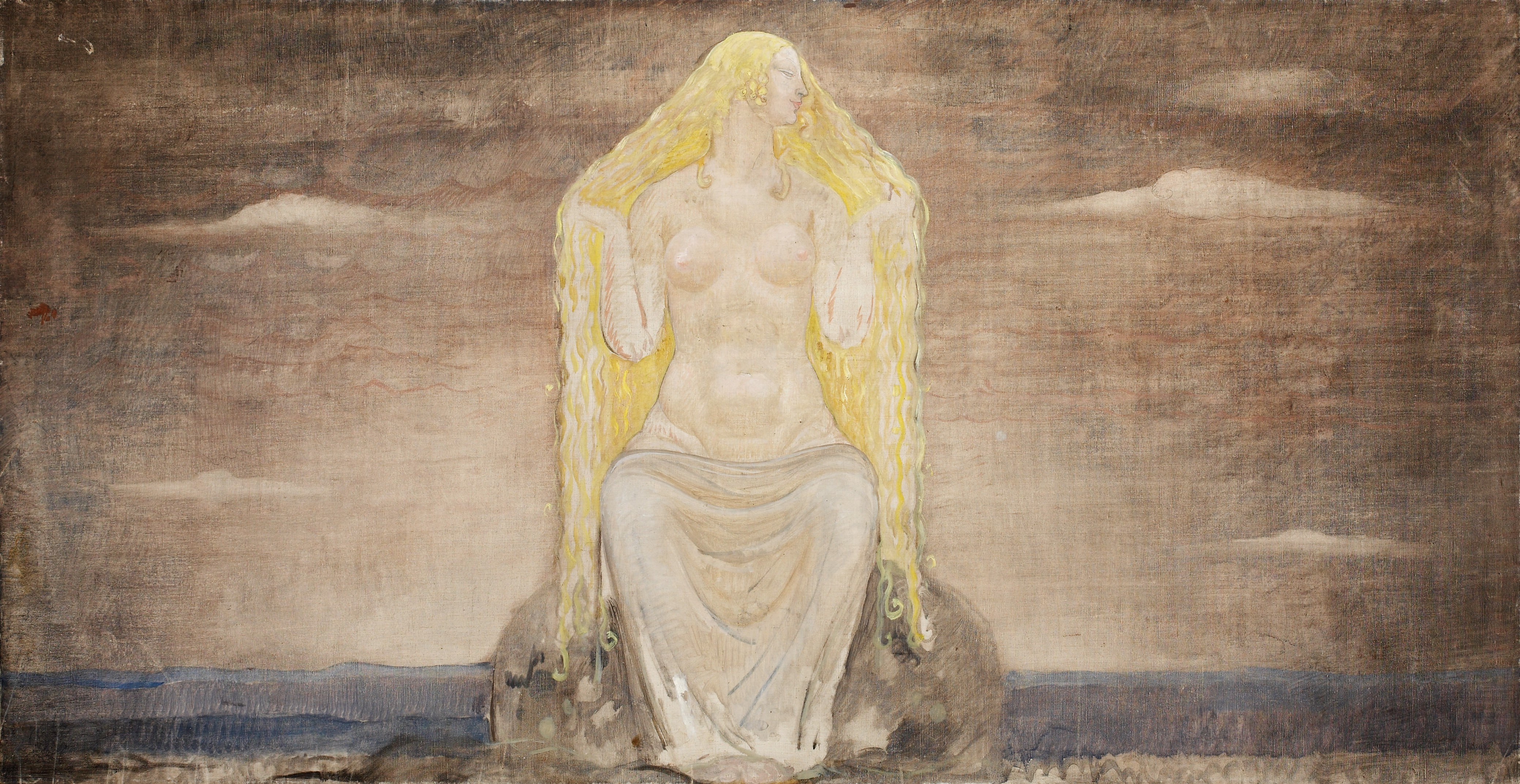
Freyja, por John Bauer.

En las zonas rurales de Escandinavia se mantuvo cierta dependencia con las fuerzas de la naturaleza, los dioses de la fertilidad se mantuvieron en la cultura popular hasta finales del siglo XIX en Suecia. Freyja mantenía algunos elementos de su rol como diosa de la fertilidad y las cosechas. En la provincia de Småland, se recopiló un relato de su relación con los relámpagos y la maduración de las cosechas.
En Värend, Freyja podía llegar en la noche de Navidad y sacudir los manzanos para anunciar buenas cosechas y por consiguiente la gente dejaba algunas manzanas en los árboles, para ella. Además, consideraban peligroso dejar los arados afuera, ya que si Freyja se sentaba en uno de ellos, este sería inútil.

## Posesiones

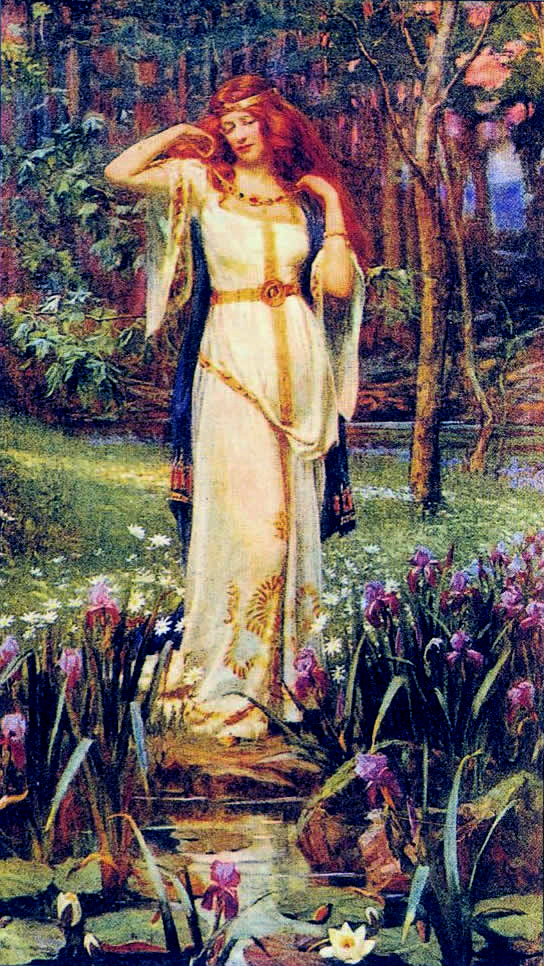
Freyja, en una pintura de J. Penrose.

Los relatos que han sobrevivido hasta nuestros tiempos sobre Freyja la asocian con frecuencia a numerosas posesiones mágicas.

### Fólkvangr
Freyja recibe en el Fólkvangr a la mitad de los espíritus de los guerreros muertos que han combatido valientemente en la batalla. Snorri Sturluson relata en Gylfaginning que "siempre que cabalga hacia la batalla, ella se lleva la mitad de los muertos".
Freyja es también llamada Eigandi valfalls ("Poseedora de los caídos en batalla") y Valfreyja, "Señora de los caídos en batalla" y de las valquirias en general.
En la saga de Egil, Thorgerda (Þorgerðr), amenaza con suicidarse y tiene la esperanza de pasar en los salones de Freyja luego de su muerte.
Otro punto de vista explica la diferencia entre los einherjar de Odín y los de Freyja; la tradición oral de Óðal, explica que los guerreros de Odín son "los de ofensiva", o aquellos que dedican su vida a la batalla. Los guerreros de Freyja son "los de defensa", o aquellos que solo luchan para proteger a sus familias, clanes o bienes. El historiador Else Roesdahl menciona la diferencia entre dos las culturas al considerar las armas depositadas en las tumbas. En Noruega generalmente las tumbas de los guerreros tenían escudos defensivos, y en Dinamarca armas de ataque.

### Joyería
Brisingamen es el famoso collar de Freyja supuestamente hecho de oro. El collar se piensa que representa el sol y el ciclo de día y noche. De acuerdo a las notas de Saxo Grammaticus, Brisingamen estaba entre los objetos dados a los dioses por Alberich. En algunas escrituras, Brisingamen es asignado a Frigg.
En Skáldskaparmál, está escrito que las mujeres frecuentemente usaban "collares de piedra" como parte de los adornos que utilizaban para indicar su estatus social. Esta es la razón por la cual la mujer es perifraseada con referencias a joyas y ágatas. Frigg y Freyja son las diosas nórdicas más destacadas, por lo tanto son descritas con preciosos collares. Los collares siempre parecen ser los regalos favoritos en épocas paganas. Cuando Hilda fue a pedir paz a su padre, el rey Högni, le ofreció un collar y en Völuspá, la profetisa se niega a hablar hasta que Odín le obsequia algunos collares de oro.

### Capa
Freyja posee una capa hecha de plumas de halcón, que le da la habilidad de cambiar a la forma de cualquier ave, y volar entre los mundos. Es llamado Valshamr, el "plumaje del halcón", "piel de halcón", o "capa de plumas de halcón" en diferentes traducciones. La misma capa mágica también le es asignada a Frigg en algunos relatos.

### Carro de gatos
Freyja frecuentemente conduce un carro de guerra tirado por un par de grandes gatos, Bygul (abeja de oro) y Trjegul (árbol de ámbar dorado). En Gylfaginning se relata que condujo este carro hasta el funeral de Balder. Se cree que los gatos que tiraban de su carro eran los Skogkatt o gato de los bosques noruego, también se ha sugerido que pudieran ser linces boreales. Los gatos son sagrados para Freyja, así como los cuervos y los lobos lo son para Odín.
Freyja es considerada una diosa guerrera entre sus muchos papeles. El carro también es un atributo guerrero y frecuentemente asignado solamente a deidades importantes. Esto no significa que cada deidad germánica exaltada tenga un carro, pero la mayoría tienen cabalgaduras especiales. Odín y Heimdall tienen caballos, Thor tiene un carro tirado por cabras, Freyr tiene un jabalí, pero Freyja tiene tanto un carro como un jabalí. Las diosas menores como Gefjun e Iðunn no tienen siquiera un palacio o salones.

### Jabalí
Freyja también cabalga un jabalí de cerdas doradas llamado Hildisvíni ("Cerdo de batalla") que aparece solamente en el poema Hyndluljóð. Luego se relata que este jabalí es su protegido Óttar temporalmente disfrazado como Hildisvini, no que realmente Hildisvini fuera Óttar.
En Skáldskaparmál, Freyr es descrito conduciendo otro jabalí con cerdas doradas llamado Gullinbursti, el cual puede ser el mismo que conducía Freyja. El jabalí está asociado en la mitología nórdica tanto con la noción de fertilidad como talismán protector en la guerra.

## Homólogos
Se ha propuesto que Freyja puede ser el descendiente mitológico más directo de Nerthus, una diosa asociada a una serie de tribus germánicas descrita por Tácito en el año 1 a. C. en su obra Germania, y que a veces es identificada con Njörðr a través de conexiones etimológicas.
Njörðr se casó con su hermana, con quien tuvo un hijo, Frey, y una hija, Freyja. Esta pareja de deidades secundarias puede ser una derivación de la primera. Al igual que el carro de Freyja, la diosa germánica, en principio más antigua, Nerthus también es descrita a menudo conduciendo un carro.
Se postula la existencia de una relación sostenible entre Freyja y otras diosas veneradas a lo largo de la ruta de migración de los pueblos indoeuropeos que apareció constantemente con uno o dos gatos o leones como compañía, por lo general en el aspecto de una diosa de la guerra, pero en otras ocasiones también como una diosa del amor. Entre ellas se pueden incluir a Durga, Ereshkegal, Sekhmet, Menhit, Bast, Anat, Asherah, Nana, Cibeles, Rhea, y otras.

## Epónimos

### Personas

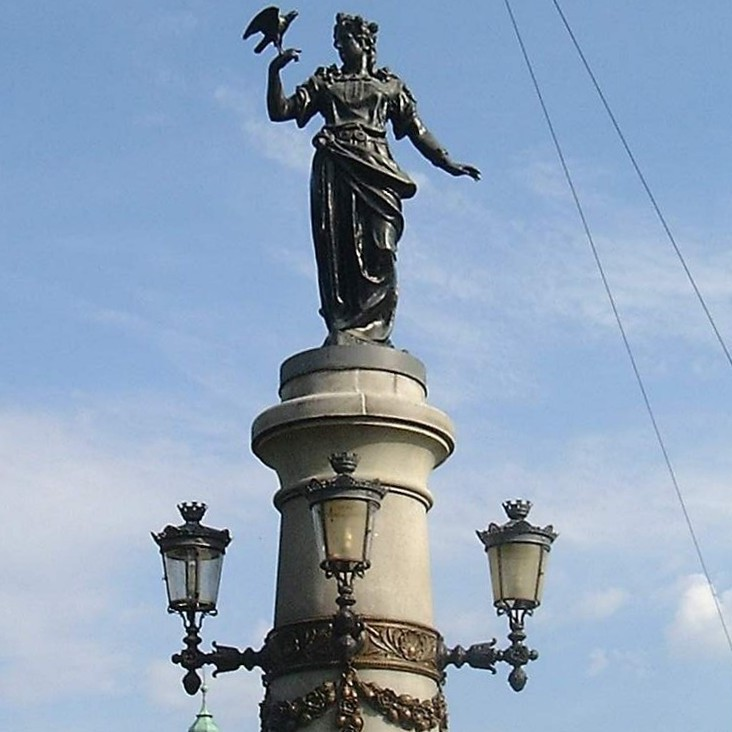
Estatua de Freyja en Djurgården, Estocolmo, Suecia, representada con un halcón.

Freya y sus variantes es un nombre femenino escandinavo común. En el año 2005, el nombre de Freja fue el quinto más popular entre las danesas nacidas ese año. Al año siguiente, en 2006 fue el tercer nombre más popular en Dinamarca, y en el año 2007 estuvo en el cuarto lugar. En Inglaterra y Gales el nombre de Freya estuvo en la posición vigésimo tercera en el año 2006 y vigésimo quinta en el 2007, en cuanto a popularidad para las niñas recién nacidas.

### Lugares
Muchas granjas en Noruega llevan la palabra Frøy- como primer elemento de sus nombres, siendo el más común en nombre de Frøyland (13 granjas). Es incierto si Frøy- en estos nombres hace referencia a la diosa Freyja o al dios Frey. El primer elemento en el nombre Frøyjuhof, en la parroquia de Udenes, es probablemente el genitivo para el nombre de Freyja. El mismo caso sucede con Frøyjuhof, en las parroquias de Hole y Stjørdal. También hay dos islas llamadas Frøya en Noruega.
En la parroquia de Seim, en la provincia de Hordaland, Noruega, se encuentra la granja Ryland (nórdico antiguo occidental Rýgjarland). El primer elemento es el caso del genitivo para rýgr 'dama', idéntico al significado del nombre de Freyja. Una variante de la palabra rýgja puede que ocurra con la municipalidad noruega de Rygge. Existen algunos lugares llamados Horn en Islandia y Hoorn en Holanda, otro nombre para la diosa, y en Alemania varios llevan el nombre de Freiburg.

### Plantas

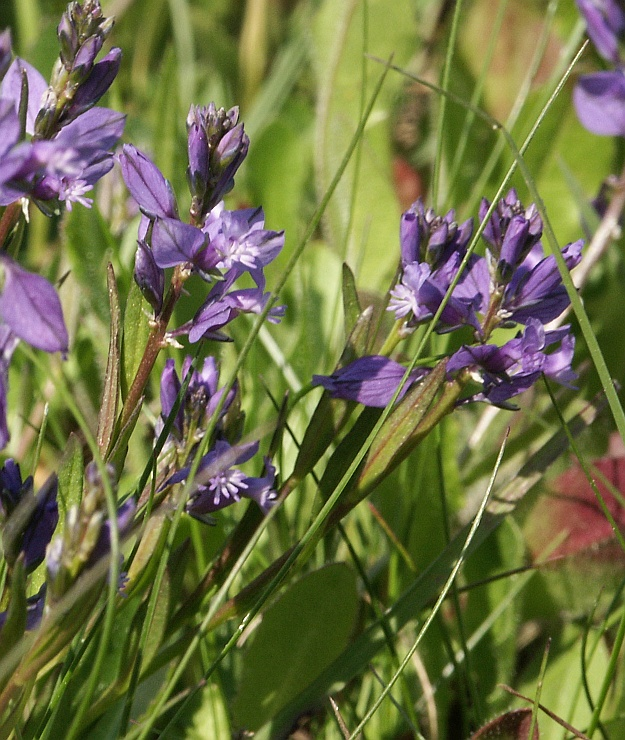
Polygala vulgaris, llamada también "Cabello de Freyja"

La planta Polygala vulgaris, fue nombrada en honor a Freyja, como Cabello de Freyja, pero luego de la introducción del cristianismo su nombre cambió y hacía alusión a la Virgen María, sugiriendo así su más cercano homólogo en el cristianismo.

### Viernes
El nombre del día viernes en la mayoría de las lenguas germánicas, lleva su nombre en honor a Freyja, como por ejemplo, Frīatagen alto alemán antiguo, Freitag en alemán moderno, Freyjudagr en nórdico antiguo, Vrijdag en neerlandés, Fredag en sueco, noruego, y danés. En inglés Friday deriva de la palabra anglosajona frigedæg, que significa el día de Frige, la forma anglosajona para Frigg. Ambas diosas eran frecuentemente identificadas una con la otra.

### Miscelánea
El elemento químico Vanadio recibe su nombre de Vanadís, el nombre alternativo para Freyja. El cinturón de la constelación de Orión era conocida en la Escandinavia pagana como la "rueca de Freyja" o "rueca de Frigg". Los asteroides (76) Freia y (240) Vanadis fueron nombrados en honor a la diosa Freyja.

## Atestaciones

### Heimskringla

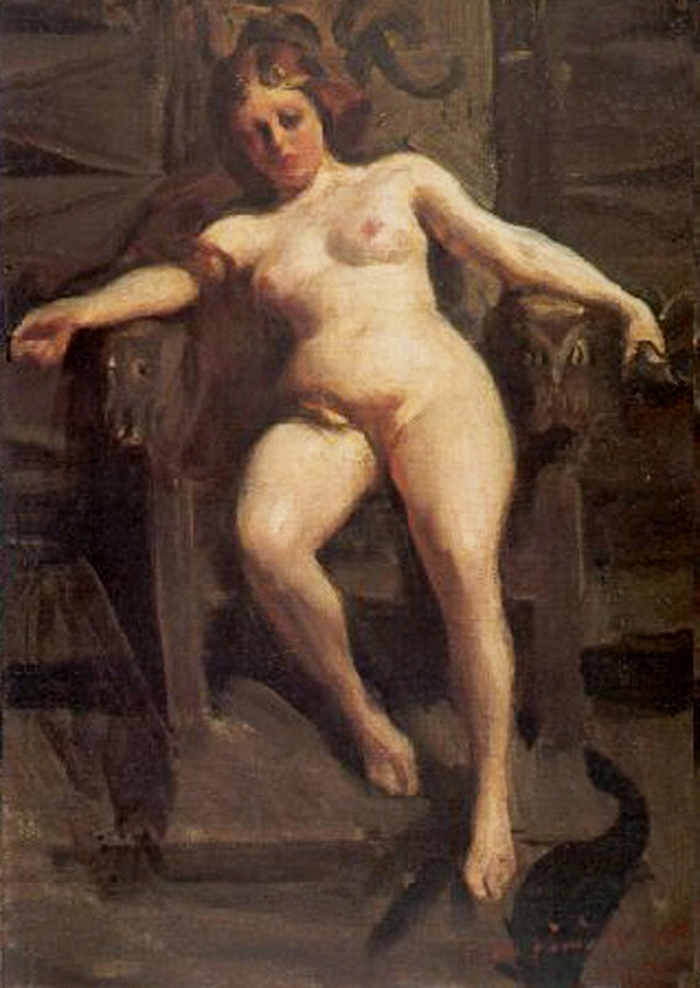
Freya (1901) de Anders Zorn.

El libro Heimskringla de la Saga de los Ynglings proporciona un euhemerizado relato del origen de los dioses, incluido Freyja. En el capítulo 4, se presenta a Freyja como Después de que la Guerra Æsir-Vanir termina en un punto muerto, Odín nombra a Freyr y Njörðr como sacerdotes sobre los sacrificios. Freyja se convierte en la sacerdotisa de las ofrendas de sacrificio y fue ella quien introdujo la práctica de seiðr a la Æsir, anteriormente solo practicado por los Vanir.
En el capítulo 10, el hermano de Freyja, Freyr, muere, y Freyja es la última sobreviviente entre los Æsir y los Vanir. Freyja continúa con los sacrificios y se vuelve famosa. La saga explica que, debido a la fama de Freyja, todas las mujeres de rango son conocidas por su nombre: frúvor ("señoras"), una mujer que es dueña de su propiedad se denomina freyja, y hús freyja ("señora de la casa") para una mujer propietaria una finca.
El capítulo agrega que Freyja no solo era muy inteligente, sino que ella y su esposo Óðr tenían dos hijas inmensamente hermosas, Gersemi y Hnoss, "quienes dieron sus nombres a nuestras posesiones más preciadas".